# Patriarca-Familie
Die Patriarca-Familie (Patriarca crime family), auch bekannt als New England Crime Family, Providence Crime Family, Boston Crime Family oder The Office, ist eine italo-amerikanische Mafiafamilie der US-amerikanischen Cosa Nostra aus Neuengland. Die Familie ist in zwei Fraktionen unterteilt; eine in Providence (Rhode Island) und eine in Boston (Massachusetts).

## Geschichte
Zu Beginn gab es zwei separate Mafiafamilien in Neuengland. Eine in Boston und eine in Providence. Gegründet wurde die Familie aus Boston 1916 von Gaspare Messina und die Familie aus Providence 1917 von Frank Morelli. Im Dezember 1930 oder Anfang 1931 wurde Gaspare Messina sogar zeitweilig zum „Capo dei Capi“ (Boss der Bosse) der amerikanischen Mafia gewählt. Messina zog sich in den frühen 1930ern aber aus dem Familiengeschäft zurück und verstarb. So trat 1931 Filippo Buccola das Amt als Boss der Familie aus Boston an. 1932 fusionierte er seine Familie mit Morellis Familie aus Providence und so entstand die New England Crime Family. Buccola zog sich 1954 nach Sizilien zurück, wo er 1987 mit 101 Jahren eines natürlichen Todes starb. Sein Nachfolger wurde Raymond Patriarca.
Am 14. November 1957 fand das sogenannte Apalachin-Meeting statt, eine Zusammenkunft fast aller Bosse der La Cosa Nostra in der Gemeinde Apalachin in New York. Das Treffen wurde vorzeitig durch die Polizei beendet. Es gelang der Polizei, die Personalien von 62 Mafiosi, darunter auch Raymond Patriarca, festzustellen.
Die Situation verschlimmerte sich für Patriarca und seine Familie im Jahr 1961, als Robert F. Kennedy begann, verstärkt gegen das organisierte Verbrechen vorzugehen. Die Strafverfolgungsbehörden arbeiteten vereint daran, einen Informanten aus den Kreisen der Mafia in Neuengland zu bekommen. Dies gelang ihnen schließlich 1966, als Joe Barboza, ein Hit-Man (Vollstrecker) der Patriarca-Familie, dem nachgesagt wurde, 26 Menschen getötet zu haben, mit einer Waffenladung verhaftet werden konnte. Barboza war besorgt darüber, dass Patriarca nicht für seine Entlassung auf Kaution gesorgt hatte und zwei seiner Freunde bei dem Versuch, die Kaution zu zahlen, ermordet wurden. Barboza wurde Informant, und nicht lange danach wurden 1967 Patriarca und Underboss Enrico Tameleo für die Ermordung eines Buchmachers aus Providence angeklagt. So wurde Patriarca 1969 inhaftiert und 1974 wieder entlassen. Nichtsdestotrotz wurde Patriarca bis zu seinem Tod 1984 von den Strafverfolgungsbehörden geplagt und immer wieder für eine Vielzahl von Verbrechen verantwortlich gemacht.
Nach Patriarcas Tod hatte die New England Mafia durch Strafverfolgungsbehörden und interne Gewalt eine lange Zeit des Niedergangs. Gennaro Angiulo versuchte 1984 während seiner Untersuchungshaft, aus dem Gefängnis heraus die Position von Patriarca, Sr. zu übernehmen. Doch mit Hilfe von Ilario Zannino, Top-Captain der Familie, sicherte sich Patriarcas Sohn Raymond Patriarca, Jr. diese Position, woraufhin Zannino Consigliere, aber 1987 zu 30 Jahren Haft verurteilt wurde. Angiulo wurde zu 45 Jahren Haft verurteilt. Auch andere hochrangige Mitglieder, wie Henry Tameleo und Francesco Intiso, starben oder wurden inhaftiert.
William Grasso, ein Gangster aus East Hartford, wurde auf Grund der Führungsschwäche des jüngeren Patriarca zum Underboss gemacht. Einige Ermittler nahmen an, dass Grasso insgeheim das Sagen hatte. Doch diese Vermutungen endeten 1989 mit der Ermordung Grassos. Grassos Tod schwächte die Position von Patriarca, Jr. Man nahm an, dass Nicholas Bianco für den Tod Grassos verantwortlich war, doch er wurde 1989 Underboss und 1991 letztendlich Boss der Patriarca-Familie.
Am 26. März 1990 wurden Raymond Patriarca, Jr. und 20 weitere Familienmitglieder und Assoziierte in zahlreichen Fällen von Erpressung, Drogen-Hehlerei, Glücksspiel und Mord angeklagt. Neben Patriarca, Jr. handelte es sich um Underboss Bianco, Consigliere Joseph Russo sowie Biagio DiGiacomo, Vincent Ferrara, Matthew Guglielmetti, Joseph A. Tiberi Sr., Dennis Lepore, Gaetano J. Milano, Jack Johns, John „Sonny“ Castagna, Louis Fallia, Frank und Louis Pugliono, Frank Colontoni und Robert Carrozza. Diese Anklagen beschrieb man als „the most sweeping attack ever launched on a single organized crime family.“ Eines der aussagekräftigsten Beweisstücke war ein Tonbandmitschnitt einer Einführungszeremonie, bei der 13 Mafiosi anwesend waren. Aufgrund dieser Blöße wurde Patriarca, Jr von Bianco abgesetzt. Doch im Jahr 1991 wurde Bianco zu 11 Jahren Gefängnis verurteilt und acht weitere Familienmitglieder für schuldig befunden. Im Jahr 1993 wurden 26 weitere Mafiosi angeklagt und illegaler Buchmacherei überführt.
Im Januar 1995 wurde der neue Boss Frank Salemme zusammen mit Stephen Flemmi und dem berüchtigten James J. Bulger wegen Schutzgelderpressung angeklagt. Vor Gericht musste Salemme entdecken, dass Flemmi und Bulger lange Zeit als Informanten für das FBI tätig waren. Bulgers Jugendfreund, FBI-Agent John Connolly, ließ ihn gegen Informationen bzgl. der Patriarca-Familie seine kriminellen Operationen ungestraft durchführen. Diese Ereignisse wurden 2015 im Film Black Mass verfilmt. Nach der Inhaftierung von Salemme führte eine abtrünnige Fraktion unter der Führung von Robert F. Carrozza, Anthony Ciampi und Michael P. Romano, Sr. einen Krieg gegen die Salemme-Loyalisten. 1997 wurden durch das FBI 15 Mitglieder dieser abtrünnigen Fraktion unter Anklage gestellt. Am 9. Dezember 1999 bekannte sich Salemme der Schutzgelderpressung für schuldig und wurde am 23. Februar 2000 zu elf Jahren Gefängnis verurteilt.
Während dieser Geschehnisse wurde Luigi „Baby Shacks“ Manocchio im Jahr 1996 offizielles Oberhaupt der Familie. Man beschrieb ihn als einen „klugen und opportunistischen Führer der alten Schule“ und als „zäh und kompetent“. Manocchios Hauptquartier war ein Waschsalon in Federal Hill (Providence). Berichten zufolge trat Manocchio im Jahr 2009 als Oberhaupt zurück und überließ den Posten des neuen Bosses seinem Consigliere Peter J. Limone.
Der einflussreiche East-Boston-Gangster und Underboss Carmen S. „The Cheese Man“ DiNunzio, Bruder des einstigen Acting-Bosses Anthony L. DiNunzio, übernahm nach seiner Gefängnis-Entlassung im Jahr 2015 die Rolle des stellvertretenden Chefs, nachdem Limone in den Halbruhestand ging. DiNunzio ernannte den Capo Matthew „Matty“ Guglielmetti zu seinem Underboss. Peter Limone starb im Juni des Jahres 2017 eines natürlichen Todes.

## Historische Führung

### Oberhaupt der Familie
Nicht immer ist das Oberhaupt einer Familie so eindeutig zu identifizieren; insbesondere, wenn durch eine Haftstrafe ein anderes Familienmitglied in den Vordergrund rückt. Die Betrachtung von außen macht es nicht immer einfach, ein neues Oberhaupt als solches zu erkennen bzw. dessen genaue Amtszeit festzustellen. Außerdem scheint sich gewissermaßen ein Präsidialsystem durchzusetzen; d. h. das Oberhaupt verlagert seine Macht mehr auf einen sogenannten „acting boss“ und/oder „street boss“, die ihrerseits wiederum das Oberhaupt als solches weiter anerkennen, auch wenn es zum Beispiel in Haft sitzen sollte.
| Zeitraum   | Name                   | Spitzname         | Lebenszeit | Todesursache    | Anmerkung                                                      | Fraktion   |
| ---------- | ---------------------- | ----------------- | ---------- | --------------- | -------------------------------------------------------------- | ---------- |
| 1916–1924  | Gaspare Messina        |                   | 1879–1957  | natürlicher Tod | zurückgetreten                                                 | Boston     |
| 1917–1932  | Frank Morelli          | Butsey            | unbekannt  |                 | zurückgetreten / wurde Unterboss                               | Providence |
| 1924–1954  | Filippo Buccola        | Phil              | 1886–1987  | natürlicher Tod | zurückgetreten / vereinte 1932 beide Familien                  | Boston     |
| 1954–1984  | Raymond Patriarca, Sr. |                   | 1908–1984  | natürlicher Tod |                                                                | Providence |
| 1984–1991  | Raymond Patriarca, Jr. | Ray Junior        | 1945–heute |                 | 1992–2000 inhaftiert / Sohn von Raymond Patriarca, Sr.         | Providence |
| 1991–1991  | Nicholas Bianco        | Nicky             | 1932–1994  | A.L.S.          | 1991–1994 inhaftiert                                           | Providence |
| 1991–1996  | Frank Salemme          | Cadillac Frank    | 1933–2022  | natürlicher Tod | 1995 inhaftiert / vermutlich seit 2009 im Zeugenschutzprogramm | Boston     |
| 1996–2009  | Luigi Manocchio        | Baby Shanks       | 1927–heute |                 | zurückgetreten / 2011–2015 inhaftiert                          | Providence |
| 2009–2016  | Peter Limone           | Chief Crazy Horse | 1934–2017  | natürlicher Tod | 2009–2010 inhaftiert / zurückgetreten                          | Boston     |
| 2016–heute | Carmen S. DiNunzio     | The Cheese Man    | 1960–heute |                 |                                                                | Boston     |

Acting Boss
- 1995–1996: John „Jackie“ Salemme ; seit 1995 inhaftiert / Bruder von Frank Salemme ; Boston Fraktion
- 2009–2012: Anthony L. DiNunzio ; Bruder von Carmen S. / seit 2012 inhaftiert ; Boston-Fraktion
- 2012–2014: Antonio L. „Spucky“ Spagnolo ; *1942–heute; seit 2014 inhaftiert ; Boston Fraktion
- 2015–2016: Carmen S. „The Cheese Man“ DiNunzio ; wurde 2016 Boss

### Underboss der Familie
Der Underboss ist die Nummer zwei in der Verbrecher-Familie, er ist der stellvertretende Direktor des Syndikats. Er sammelt Informationen für den Boss, gibt Befehle und Instruktionen an die Untergebenen weiter. In Abwesenheit des Bosses führt er die Organisation an.
| Zeitraum   | Name                    | Spitzname          | Lebenszeit | Todesursache              | Anmerkung                                     | Fraktion   |
| ---------- | ----------------------- | ------------------ | ---------- | ------------------------- | --------------------------------------------- | ---------- |
| 1920–1932  | Joseph Lombardo         | Jo(ey) the Clown   | 1895–1969  | natürlicher Tod           | wurde 1932 Consigliere                        | Boston     |
| 1932–1947  | Frank Morelli           | Butsey             | unbekannt  |                           | zurückgetreten                                | Providence |
| 1947–1954  | Raymond Patriarca, Sr.  |                    | 1908–1984  | natürlicher Tod           | wurde 1954 Boss                               | Providence |
| 1954–1968  | Enrico Tameleo          | Henry the Referee  | 1901–1985  | natürlicher Tod           | 1968–1985 inhaftiert                          | Boston     |
| 1968–1984  | Gennaro Angiulo         | Big Dom, Jerry     | 1919–2009  | Nierenversagen            | 1983–2007 inhaftiert                          | Boston     |
| 1984–1985  | Francesco „Paul“ Intiso |                    | ????–1985  | natürlicher Tod           |                                               |            |
| 1985–1989  | William Grasso          | The Wild Man       | ????–1989  | am 13. Jun. 1989 ermordet | Täter: Gaetano Milano                         |            |
| 1989–1991  | Nicholas Bianco         | Nicky              | 1932–1994  | A.L.S.                    | wurde 1991 Boss                               | Providence |
| 1991–1991  | Frank Salemme           | Cadillac Frank     | 1933–2022  | natürlicher Tod           | wurde 1991 Boss                               | Boston     |
| 1991–1996  | Robert Deluca           |                    |            |                           | inhaftiert                                    | Providence |
| 1996–2004  | Alexander Santoro Rizzo | Sonny Boy          | 1913–????  |                           | 1995–1998 inhaftiert                          | Boston     |
| 2004–2015  | Carmen S. DiNunzio      | The Cheese Man     | 1958–heute |                           | 2009–2015 inhaftiert / wurde 2015 Acting Boss | Boston     |
| 2015–heute | Matthew Guglielmetti    | Good-Looking Matty | 1949–heute |                           |                                               | Providence |

Acting Underboss
- 1996–1996: Luigi Manocchio; Spitzname: „Baby Shacks“; *1927–heute; wurde 1996 Boss; Providence-Fraktion
- 2008–2009: Peter Limone; Spitzname: „Chief Crazy Horse“; *1934–heute; wurde 2009 Boss; Boston-Fraktion
- 2009–2012: Robert Deluca; Spitzname: „Bobby The Cigar“; Providence-Fraktion

### Consigliere der Familie
Auf derselben Ebene wie der Underboss steht der Consigliere, der Berater der kriminellen Familie. Es handelt sich meist um ein älteres Mitglied der Familie, das in seiner kriminellen Karriere die Stellung des Bosses nicht erreicht und sich nun teilweise von der aktiven kriminellen Tätigkeit zurückgezogen hat. Er berät den Boss und den Underboss und hat dadurch einen beträchtlichen Einfluss und erhebliche Macht.
| Zeitraum   | Name                   | Spitzname         | Lebenszeit | Todesursache    | Anmerkung                                  | Fraktion   |
| ---------- | ---------------------- | ----------------- | ---------- | --------------- | ------------------------------------------ | ---------- |
| 1932–1954  | Joseph Lombardo        | Jo(ey) the Clown  | 1895–1969  | natürlicher Tod | war bis 1932 Underboss                     | Boston     |
| 1954–1976  | Frank Cucchiara        | The Cheeseman     | 1895–1976  | Selbstmord      |                                            | Boston     |
| 1976–1984  | Vittore Nicolo Angiulo | Nicky             | 1916–1987  | natürlicher Tod | zurückgestuft / Bruder von Gennaro Angiulo | Boston     |
| 1984–1987  | Ilario Zannin          | Larry Baionas     | 1920–1996  | natürlicher Tod | 1985–1996 inhaftiert                       | Boston     |
| 1987–1992  | Joseph Anthony Russo   | Giuseppi Russelli | 1931–1998  | Krebs           | 1990–1998 inhaftiert                       | Boston     |
| 1992–1998  | Charles Quintana       | Cue Ball          | 1920–????  |                 | 1998 inhaftiert                            | Boston     |
| 1998–2002  | Rocco Argenti          | Shaky             | 1932–2002  | natürlicher Tod |                                            | Providence |
| 2003–2009  | Peter Limone           | Chief Crazy Horse | 1934–heute |                 | wurde 2009 Boss                            | Boston     |
| 2009–2015  | Anthony Parillo        | Ponytail Tony     | 1951–heute |                 | seit 2015 inhaftiert                       | Providence |
| 2015–heute | Joseph Achille         | Joe the Bishop    | 1951–heute |                 |                                            | Providence |

## Filme und Dokumentationen
- 2015: Black Mass – Der Pate von Boston: Film handelt u. a. von der Strafverfolgung gegen die Angiulo Brüder und den FBI-Informationen über die Patriarca-Familie durch Gangster James J. Bulger.